# Darisodes cuneata
Darisodes cuneata är en fjärilsart som beskrevs av Claude Herbulot 1972. Darisodes cuneata ingår i släktet Darisodes och familjen mätare. Inga underarter finns listade i Catalogue of Life.